# David Rohl
David M. Rohl (Manchester, 1950. szeptember 12. –) brit egyiptológus, az Institute for the Study of Interdisciplinary Sciences (ISIS) volt igazgatója. Az 1980-as évek elejétől az ókori Egyiptom és Izrael kronológiai viszonyainak újragondolásával, új periodizáció és időrend felállításával foglalkozik. Jelenleg a spanyolországi Marina Alta városában él és dolgozik.

## Élete és munkássága
Nyilvános szereplését 1968-ban egy rockzenekarban kezdte, amelynek Sign of Life volt a neve, később pedig Ankh. 1970-ben elvégezte az Institute of Incorporated Photographers fotográfusi szakát, majd új rockzenekart alapított, a Mandalaband nevűt, ami 1975-ben és 1978-ban két albumot is megjelentetett. 1974-től hangmérnökként dolgozott.
Az ISIS 1985-ös alapításakor annak első igazgatója lett, a következő évtől a Journal of the Ancient Chronology Forum szerkesztője. 1988 és 1990 között szerezte meg egyiptológusi diplomáját a londoni University College-ben. Disszertációjának témája az egyiptomi Harmadik Átmeneti Kor kronológiájának felülvizsgálatáról szólt. Elnöke lett a Sussex Egyiptológiai Társaságnak (SES), és szerkesztője az Eastern Desert Survey Riportnak. 1990-től az egyiptomi keleti sivatag régészeti felmérésének vezetője. 1995-ben jelent meg a Fáraók és királyok című könyve, amely egy csapásra ismertté tette a nevét régészkörökben is, és az érdeklődők szélesebb körében is.
Ebben a könyvében a Közel-Kelet új kronológiai rendszerét javasolja bőséges indoklással. Az egyiptológusok körében nem elfogadott az álláspontja, bár új szemléletmódja már most érezhető lassú változásokat hozott az egyiptológia tudományába. Ezek közé tartozik, hogy ma már kevesen gondolják komolyan a bibliai Sisák király és az egyiptomi I. Sesonk azonosítását. Már korábban is biztosak voltak az egyiptológusok abban, hogy az egyiptomi harmadik átmeneti kor néven nevezett korszak egyes uralkodóházai egyidőben trónoltak, de annak mértéke erősen vitatott. Rohl sokkal nagyobb átfedést tesz fel, mint azt korábban gondolták.

## Művei
- A test of time / Fáraók és királyok: A Biblia – mítosz és valóság (1995)
- Legend: The Genesis of Civilization (1998)
- The Lost Testament: From Eden to Exile – The Five-Thousand-Year history of the People of the Bible (2003)
- The Lords of Avaris: Uncovering the Legendary Origins of Western Civilization (2007)

## Magyarul
- Legendás civilizációk; ford. Vágó Tímea; Gold Book, Debrecen, 2000
- Fáraók és királyok. A Biblia – a mítosztól a történelemig. Az idő próbája; ford. Vágó Tímea; Gold Book, Debrecen, 2001
- Az elveszett testamentum. Az Éden kertjétől a fogságig – a Biblia népének ötezer éves történelme; ford. Tamás Gábor; Gold Book, Debrecen, 2004
- Avarisz urai. A nyugati civilizáció legendás eredetének feltárása; ford. Kmilcsik Ágnes; Gold Book, Debrecen, 2010

## Külső hivatkozások
- David Rohl hivatalos honlapja
- Sunday Times, 2002. október 13. How myth became history